# 케뱅 티유
케뱅 티유(프랑스어: Kévin Tillie, 1990년 11월 2일~)는 프랑스의 배구 선수로 포지션은 아웃사이드 히터이다. 현재 프로옉트 바르샤바와 프랑스 배구 국가대표팀 소속으로 활동하고 있다. 2020년 하계 올림픽에서 프랑스 대표 선수로서 금메달을 획득했다.